# Monte-Carlo Rolex Masters 2015
Monte-Carlo Rolex Masters 2015 — 109-й розыгрыш ежегодного профессионального теннисного турнира среди мужчин, проводящегося во французском городе Рокебрюн—Кап-Мартен и являющегося частью тура ATP в рамках серии ATP Masters 1000.
В 2015 году турнир прошёл с 12 по 19 апреля на кортах Monte-Carlo Country Club. Соревнование продолжало околоевропейскую серию грунтовых турниров, подготовительную к майскому Roland Garros.
Прошлогодние победители:
- в одиночном разряде —  Станислас Вавринка
- в парном разряде —  Боб Брайан и  Майк Брайан

## Общая информация
Одиночный турнир собрал восемь представителей Top-10 мирового рейтинга: из первой десятки отсутствовали третья ракетка Энди Маррей и четвёртая Кэй Нисикори. Первым номером посева стал лидер классификации Новак Джокович, а вторым Роджер Федерер. Под третьем номером посева выступил восьмикратный чемпион турнира Рафаэль Надаль, а его прошлогодний победитель Станислас Вавринка начал выступления в качестве седьмого номера посева. Вавринка сложил свои чемпионские полномочия уже в третьем раунде, проиграв № 9посева Григору Димитрову. На этой же стадии проиграл и Роджер Федерер, уступив № 14 посева Гаэлю Монфису. Надаль смог дойти до полуфинала, где его обыграл Новак Джокович. В финале серб переиграл шестого номера посева Томаша Бердыха и во второй раз в карьере стал победителем турнира (до этого в 2013 году). В основных соревнованиях приняли участие два представителя России Андрей Кузнецов и Михаил Южный, но оба проиграли уже в первом раунде.
В мужском парном разряде также как и в одиночном турнире победу одержали фавориты. Боб Брайан и Майк Брайан, которые были посеяны под первым номером, смогли защитить свой прошлогодний титул. Для братьев этот титул стал пятым в Монте-Карло (до этого в 2007, 2011-12 и 2014 годах). В финале они обыграли итальянский дуэт Симоне Болелли и Фабио Фоньини.

## Соревнования

### Одиночный турнир
Новак Джокович обыграл  Томаша Бердыха со счётом 7-5, 4-6, 6-3.
- Джокович выигрывает 4-й одиночный титул в сезоне и 52-й за карьеру в основном туре ассоциации.
- Бердых сыграл 3-й одиночный финал в сезоне и 27-й за карьеру в основном туре ассоциации.

### Парный турнир
Боб Брайан /  Майк Брайан обыграли  Симоне Болелли /  Фабио Фоньини со счётом 7-6(3), 6-1.
- Братья Брайаны выигрывают 3-й совместный титул в сезоне и 106-й за карьеру в основном туре ассоциации.